# Drill, baby, drill
Drill, baby, drill (česky volně přeložitelné vrtat, děvče, vrtat) je slogan používaný některými politiky Republikánské strany. Poprvé vešel do povědomí v souvislosti s prezidentskými volbami v USA v roce 2008, kdy jej použil bývalý viceguvernérem Marylandu Michael S. Steele. Podstatou sloganu je jeho výzva k podpoře těžby ropy a zemního plynu.
Steelův slogan ještě v roce 2008 zopakovala kandidátka na funkci americké viceprezidentky Sarah Palinová při televizní debatě proti Joe Bidenovi. Od roku 2008 je členy Republikánů používán dodnes, ačkoliv po roce 2010 bylo jeho používání utlumeno v souvislosti s únikem ropy z ropné plošiny Deepwater Horizon. Senátoři Jon Kyl a Pat Roberts se tehdy dokonce pokusili Republikánskou stranu od sloganu distancovat.
Aktivně slogan používá americký prezident Donald Trump, který jej používal již během své kampaně za znovuzvolení v amerických prezidentských volbách v roce 2024. Použil jej mj. i při svém inauguračním projevu při své druhé inauguraci. Zároveň v souvislosti s použitím sloganu ukončil snahu USA o omezení dopadů klimatické změny. Několik měsíců po Trumpově druhé inauguraci nicméně ve skutečnosti těžba ropy a zemního plynu v USA poklesla.